# عث غبار المنزل
المُقْتَضِمَةُ أو عثة غبار المنزل ( HDM ، أو عث الغبار ببساطة) هو عدد كبير من العث يتواجد في غبار المنازل.

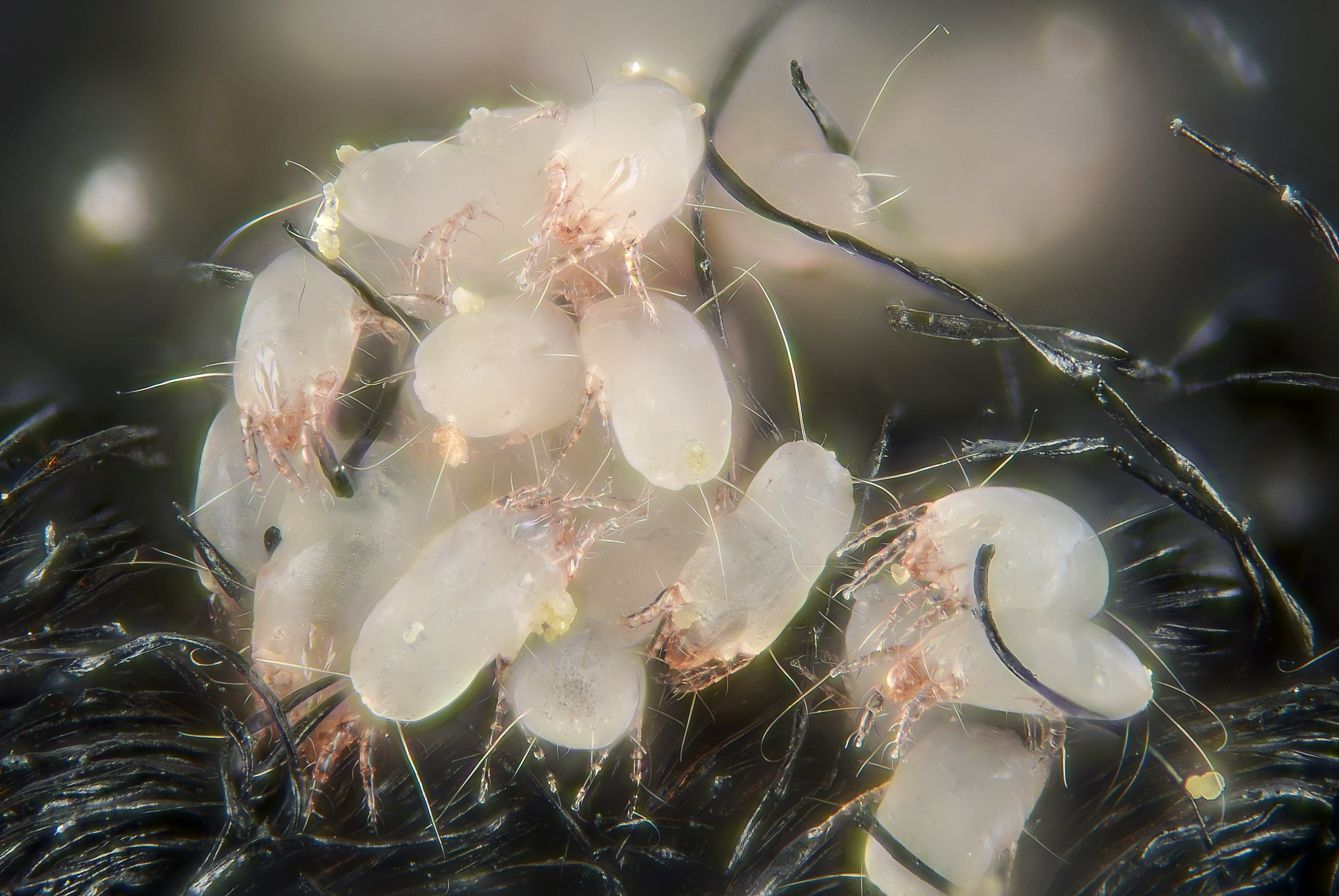
عث غبار المنزل (سوسات غبار المنزل ذات الثمان أرجل) بشكل عام

ويتم تحديد الأنواع الرئيسة لهذا العث على النحو التالي:
- المُقْتَضِمَةُ الدَّقِيقِيَّةُ[1][3] (الاسم العلمي: Dermatophagoides farinae)
- المُقْتَضِمَةُ المُنْتَسَّةُ[1] (الاسم العلمي: Dermatophagoides pteronyssinus) (عث غبار البيت الأوروبي)[بحاجة لمصدر]
- Euroglyphus maynei (غبار منزل ماين)

## عث الغبار في علم الاحياء

### تصنيف عث الغبار
يعتبر عث الغبار أحد الأفراد الأساسيين من عائلة سوس Pyroglyphidae أو سوس الغبار ذو الثمان ارجل.

### مميزات عث الغبار

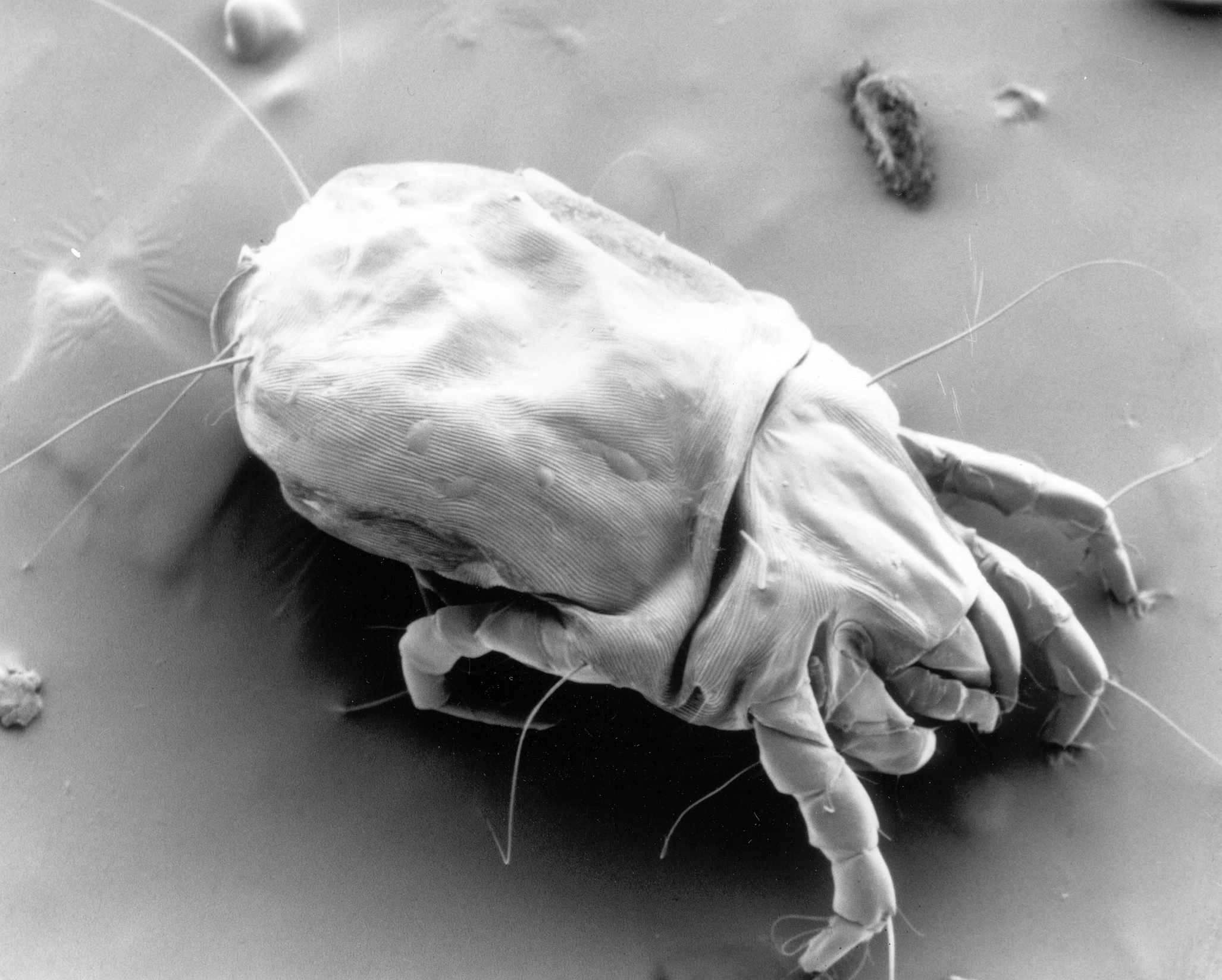
صورة مجهرية إلكترونية لأنثى عث الغبار

نظرا لصغر حجم عث غبار المنزل وهيئتها الشفافة تصعب رؤيتها بالعين المجردة. حيث أن طول عثة غبار المنزل يتراوح بين 0.2–0.3 مليمتر (0.008–0.012 بوصة)  ولتحديد طولها بدقة، يحتاج المرء لتكبيرها عند التصوير إلى عشر مرات على الأقل. يغطي جسم عث الغبار جلد مخططة.

### النظام الغذائي لعث الغبار
يتغذى عث الغبار على رقائق قشور جلد الحيوانات والإنسان، كما يتغذى على بعض العفن . وقد لوحظ أن خيارات عث الغبار من الفطريات كغذاء حوالي 16 نوعًا تم العثور عليها في عينة الغبار المأخوذة من المنزل والتي تم اختبارها في المختبر، وهي Alternaria alternata و Cladosporium sphaerospermum و Wallemia sebi ، وقد لوحظ أيضا أن عث الغبار لا يتغذى على بعض الفطريات مثل Penicillium chrysogenum و Aspergillus versicolor و Stachybotrys chartarum .

### عث الغبار المفترس
عث الغبار المفترس هو العث المثير للحساسية ( Cheyletiella ) وعث الأسماك الفضية وعث العقارب الزائفة 

### دورة حياة عث الغبار
يعتبر متوسط عمر دورة حياة عث غبار المنزل هو 65 - 100 يوم. ولكن يمكن لعث غبار المنزل المتزاوج أن يبقى حيا لمدة تصل إلى 70 يومًا، حيث يضع 60 إلى 100 بيضة في الأسابيع الخمسة الأخيرة من حياته. كما أن عث غبار المنزل ينتج ما يقارب 2000 جزيء صغير من البراز وكما أنه ينتج عدد مضاعف من جزيئات الغبار المغطاة جزئيًا بالإنزيم خلال عشرة أسابيع.

### أماكن توزع أو إنتشار عث الغبار
يوجد عث الغبار في جميع أنحاء العالم، ولكنه أكثر شيوعا في المناطق الرطبة. حيث تتواجد عثة الغبار من نوع Blomia المدارية هي فقط في المناطق المدارية أو شبه الاستوائية. كذلك وجد أن مسببات الحساسية في 84٪ من منازل الولايات المتحدة التي شملتها الدراسة كانت بسبب عث الغبار. كذلك هو الحال في أوروبا حيث وجدت مسببات الحساسية من نوع Der p 1 أو Der f 1 فيما يقارب 68٪ من المنازل التي شملتها الدراسة.

## مشاكل صحية

### الحساسية

#### غبار المنزل المسبب لحساسية العث
تحتوي أمعاء العث على إنزيمات هاضمة قوية (ولا سيما الببتيداز 1 ) والتي تستمر في برازها وتعتبر هذه الإنزيمات محفزات رئيسة لتفاعلات الحساسية مثل الصفير .كما يمكن للهيكل الخارجي للعث أن يسبب الحساسية. والجدير بالذكر أن عث غبار المنزل لا يختبئ تحت الجلد ولا يعتبر طفيليًا على خلاف عث الجرب أو عث مسام الجلد.
يتم ربط الإصابة بإلتهاب الجلد التأتبي بالتواجد المركز لعث الغبار في المنزل ويظهر ذلك الالتهاب على شكل ندوب في البشرة.
هناك علاقة وثيقة بين عث غبار المنزل والإصابة بالتهاب الأنف التحسسي والربو ،  وكذلك التهاب الملتحمة التحسسي(الرمد) . ولم تظهر الجهود المبذولة لإزالة هذا العث من الهواء أية نتائج فعالة. ولكن العلاج بالخلايا الجذعية قد يكون مفيدا للمتضررين. كما أن فعالية الحقن التي تحقن تحت جلد المصاب أفضل من الجرعات الدوائية السائلة. كما يمكن استخدام المنشطات الموضعية مثل رذاذ الأنف أو الاستنشاق.

#### عث الغبار عن طريق الفم
يمكن أن تسبب (سوسات الغبار Dermatophagoides spp) حساسية مفرطة في الفم ما يعرف ب(متلازمة فطيرة AKA) عندما تتواجد في الطحين 

## تقنيات مكافحة عث الغبار

### أثاث المنزل
يعمل الأثاث ذو الأسطح الخشبية أو الجلدية على التقليل من كمية عث الغبار 

### أغطية السرير
تساعد عملية تعريض أغطية السرير لأشعة الشمس لمدة ساعة على قتل 99٪ من العث فيها.
تغيير أغطية السرير أسبوعيًا يقلل من خطر التعرض لعث الغبار.
من المرجح أن تستعمر البكتيريا والعفن أغطية السرير القطنية غير المغطاة بأغطية محكمة لذلك يجب تنظيفها بشكل دوري (على الأقل مرة كل شهرين أو ثلاثة).
يبقى بيض عث الغبار متجمدا بدرجة حرارة -70 °C قبل أن يفقس لمدة 30 دقيقة؛ وبالتالي عادة ما يمكن منع الفقس عن طريق تعريض للأقمشة إلى:
- أشعة الشمس المباشرة لمدة 3 ساعات أو
- الحرارة الجافة / الرطبة من 60 و 70   درجة مئوية لمدة لا تقل عن 30 دقيقة.
- عث الغبار يغرق في الماء.[25]

أغطية فراش العازلة للغبار قد تقلل من التصاق العث فيها بنسبة تصل إلى إلى 20 ٪.
من خواص الأقمشة المضادة للعث:
- عدد الصفحات(عدد خيوطها) أكبر من 246.
- حجم المسام بين 2 و 10 ميكرومتر .
- غير مثيرة للحساسية بنسبة 99٪.
- تسرب الغبار فيها أقل من 4 ٪.
- التهوية بين 2 و 6 سم 3 / ثانية / سم 2 .

### المناخ الداخلي
ينصح مرضى الحساسية بالتواجد في أماكن رطوبتها النسبية أقل من 50 ٪ وذلك لأن القلة القلية فقط من العث يمكنها البقاء على قيد الحياة إذا كانت الرطوبة أقل من 45 ٪ (في 22 °م (72 °ف)ومع ذلك، فيمكن للعث البقاء على قيد الحياة إذا كانت الرطوبة مرتفعة لمدة ساعة ونصف في اليوم فقط، وقد يحدث ذلك على سبيل المثال في حالة الطهي.

## روابط خارجية
- Dust Mite Allergy على موقع مؤسسة الربو والحساسية الأمريكية